# Рене Фавалоро
Рене Херонимо Фавалоро (шп. René Gerónimo Favaloro; Ла Плата, 12. јул 1923 — Буенос Ајрес, 29. јул 2000) био је аргентински кардиохирург и један од оснивача коронарне бајпас—хирургије. Године 1967. први на свету извршио је премошћавање срчаних артерија, оболелом од коронарне артеријске болести уградњом артеријског бајпас-графта. Оваква интервенција временом је постала једна од најзначајније процедура у кардиоваскуларној хирургији.

## Живот и каријера
Рене Фавалоро рођен је 12. јула 1923. у скромној кући у насељу „Ел Мондонго“ у Ла Плати. Само један градски блок делио је његову улицу од болнице у којој ће касније радити као лекар. Рене је у четвртој години живота, први пут изразио жељу да буду лекар, коју је у каснијем животу и остварио. Можда је разлог за то била његова повремена посета и вишедневни боравак у кући његовог стрица, лекара, у којој је Рене имао прилику да се упозна са медицинском професијом, проводећи са стрицем доста времена у ординацији и кућним посетама.

### Први кораци
Основно образовање Рене је стекао у школи, у којој се због скромних средстава учење обављало кроз рад. Слободно време после школе проводио је у радионици свог оца, столара, који га је научио многим тајнама овога заната. Ренеова мајка била је кројачица, вешта и способна жена, која је Ренеа научила да цени рад и поштење.
Године 1936, након ригорозног прегледа, Рене је уписао Национални колеџ Ла Плата. У овој школи Ренеу су његови наставници Езекуиел Мартинез Естрада и Педро Хенрикуез Урена усадили основна начела хуманизма, слободе, правде, етике, поштовања, трагања за истином и учешће у друштвеним активностима које се морају спроводити само непрестаним радом и пожртвовањем.
По завршеном школовању на колеџу Рене је уписао студије медицине на Националном универзитету Ла Плата. У трећој години започео је праксу у Поликлиници болнице у Ла Плати и начинио прве контакте са пацијентима. Жељан знања Рене је учио више од својих колега и онога што му је пружао наставни програм. У вечерњим часовима враћао се на клинику како би проучавао еволуцију болести у пацијената и дуго разговарао са њима о њиховим тегобама. Такође је, пратио и рад професора клиничке медицине и присуствовао бројним операцијама еминентних хирурга тог времена, који су га научили хируршким вештинама. Све то ће касније имати велики утицај на његов допринос светској кардиоваскуларној хирургији.

### Страст за грудном хирургијом
Жељан знања из кардиоваскуларне и грудне хирургије, које су све више постајале „чудо“ 20. века, Фавалоро је напустио руралну медицинску праксу и отпутовао у САД како би учествовао; „у медицинској „револуцији“, као њен активни учесник а не само као посматрач“. На једном од његових путовања до Ла Плате професор Маинети, га је саветовао да за усавршавање изабере Клинику у Кливленду.
Са мало средстава и недовољним познавањем енглеског језика, слушајући савете свог професора, Фаволо се одлучио за Кливленд, да у њему настави своје даље стручно усавршавање. У САД Фаволо је прво радио као резидент, а затим као члан хируршког тима, и сарадник др Доналда Б Ефлера, шефа кардиоваскуларне хирургије, Ф. Мејсон Сонеса шефа дијагностичке лабораторије и Вилијема Л, шефа одељења за кардиологију.
На почетку рада већина његових активности била је повезана са лечењем срчаних залистака и урођених болести срца. Али жеља за знањем га је терала да стално истражује и учи. Сваки дан, када би завршио свој рад у операционој сали, Фавалоро је проводио сате и сате прегледајући короноангиографске налазе и проучавао анатомију срчаних артерија и њихов однос према срчаном мишићу. У том периоду Лабораторија Сонеса, оца коронарне артериографија, имала је највећу колекцију ангиографских снимака у САД.
Почетком 1967, Фавалоро је почео да размишља о могућностима примене вене сафене у хирургији срчаних артерија. Те године Фавалоро је започео примену технике премошћавања крвних судова, назване бајпас или коронарни бајпас, која је касније била основа његовог будућег рада и Фавалори обезбедила углед и ван граница земље, након што је његова метода радикално променила историју лечења коронарне болести. 

„Данас се само у САД обави између 600.000 и 700.000 бајпас операција годишње. Његов допринос медицини није био случајан, већ пре свега резултат дубоког познавања његове специјалности, сати и сати истраживања и напорног рада. Фавалоро је једним поводом рекао да његов допринос није био само лични успех, већ и резултат рада заједничког тима коме је први циљ био добробит пацијента.“

### Фондација Фавалоро
Велика љубав за своју земљу је Фавалора вратила у Аргентину у 1971. са идејом да у њој оснује центар сличан Кливлендској клиници, у коме би се комбиновала медицинска нега, истраживања и образовање, како је он то навео у својој оставци Ефлеру:
"Још једном је судбина ставила на моја рамена тежак задатак коме ћу посветити последњу трећини мог живота, да оснујем Одељење за торакалну и кардиоваскуларну хирургију у Буенос Ајресу... У овом тренутку, околности указују на то да сам ја једини у могућности да то урадим. Ово одељење ће бити намењено, поред медицинске неге становништва, за последипломско образовање и друге облике последипломских студије у Буенос Ајресу и другим великим градовима у земљи, као и за клиничка истраживања. Видећете ми ћемо моћи да следимо принципе Кливлендске клинике. "
Вођен наведеном идејом настала је Фавалоро фондација 1975, коју је он основао заједно са другим партнерима што је интензивирало рад у овој области медицине која се непрестано развијала од његовог повратка. Један од највећих Фавалорових доприноса био је у подизању нивоа стручности за добробит пацијената, која је реализован кроз бројне курсеве, семинае и конференције у организацији Фондације, укључујући и ангажовање познатих кардиолога као консултанта, који се одржавали наставу сваке две године.
Фавалоро је у 1980. основао Лабораторију за основна истраживања, коју је финансирао сопственим новцем током дугог периода, у оквиру Одељења за истраживање и едукацију Фавалоро фондације. Потом је основао Институт за истраживање базичних наука у Институту за биомедицинске науке, што је довело, у августу 1998, до оснивања и Фавалоро Универзитета. „Тренутно универзитет има факултет медицинских наука, из области медицина (основан 1993) и кинезиологије и пфизиатрије (основан 2000) и Факултете техничких наука, природних наука, са три смера (основан 1999)“.
Године 1992. инаугурисан је у Буенос Ајресу Институт за кардиологију и кардиоваскуларне хирургије, Фавалоро фондација, као непрофитна установа, уз мото; напредне технологије у служби медицине и хуманизма"' Институт је требало да обезбедити високоспецијализоване услуге из кардиологијe, кардиоваскуларне хирургије и трансплантације срца, плућа, јетре, бубрега и коштане сржи, и других медицинских области. Тиме је Фавалоро рад на овом институту фокусирао окружен изабераном групом „професионалаца“.

### Понижење и смрт
Тешке последица финансијске кризе у Аргентини с краја 20. века одразиле су се и на 77 година старог Рене Фавалороа и његов медицинског фонд који је дуговао држави 40 милиона пезоса (приближно једнака свота америчких долара). Рене Фавалоро је безуспешно више месеци куцао на сва врата у Аргентини у потрази за новцем, али подршке није било, што га је увело у тешку психичку кризу и трагичну смрт.
Сам Фавалоро, у писму које је послао највећем аргентинском дневном листу месец дана пре своје трагичне смрти признао је да доживљава... „један од најтежих тренутака свог живота“... и...„да је постао просјак“.
Очајан и немоћан да издржи понижења, у тренуцима психичког растројства Фавалоро је 29. јула 2000. у свом стану у Буенос Ајресу одузео себи живот пуцајући у груди.